# Gaetano Valenti
Gaetano Valenti (Parenzo, 23 dicembre 1946 – Gorizia, 7 maggio 2022) è stato un politico italiano.
È stato sindaco di Gorizia per due mandati dal 1994 al 2002, e consigliere regionale del Friuli-Venezia Giulia per la X legislatura dal maggio 2008 al maggio 2013.